# L'Ours (film, 1960)
Pour les articles homonymes, voir L'Ours.
Pour plus de détails, voir Fiche technique et Distribution.
L'Ours est un franco-italien de Edmond Séchan, réalisé en 1960.

## Synopsis
L'histoire se déroule dans un parc zoologique ou un gardien vient d'être dévoré par un ours. Son remplaçant, Lucien Médard, va avoir des aventures avec Gocha, un ours qui parle. 

## Fiche technique
- Titre original : L'Ours
- Réalisation : Edmond Séchan
- Scénario : Roger Mauge
- Dialogues : Edmond Séchan et Roger Mauge
- Assistant de réalisation : Pierre Granier-Deferre
- Directeur photo : André Villard
- Montage : Jacqueline Thiédot
- Décorateur : René Renoux
- Musique : Jean Prodromidès
- Ingénieur du son : Raymond Gauguier
- Production : Filmsonor - Intermondia Films (Paris) - Titanus (Rome)
- Pays d'origine :  France, Italie
- Format : Couleur - Son mono
- Genre : Comédie
- Durée : 84 min.
- Date de sortie :	
  - France : 14 décembre 1960
- Affiche : Vanni Tealdi (France)

## Fiche artistique
- Renato Rascel : Médard
- Francis Blanche : Chappuis
- Cora Camoin : Mme Chappuis
- Yvette Étiévant : Mme Médard
- Daniel Lecourtois : le directeur
- Gaby Basset
- Jean Bellanger : le brigadier
- Charles Bouillaud
- Lucien Camiret
- Henri Coutet
- Grégoire Gromoff
- Hubert de Lapparent : l'élève-gardien
- Marcel Loche
- Paul Mercey
- Émile Riandreys
- Hélène Tossy

## Autour du film
- Le film fut tourné au Jardin des Plantes de Paris, plus précisément dans la ménagerie.